# Sjuul Paradijs
Sjuul Paradijs (Amsterdam, 27 juli 1962) is een Nederlands journalist. Vanaf 2009 tot medio mei 2015 was hij  hoofdredacteur van het dagblad De Telegraaf.

## Loopbaan
Paradijs studeerde rechten aan de Vrije Universiteit Amsterdam. In 1986 begon Paradijs bij het Amsterdamse weekblad De Echo, twee jaar later kwam hij te werken bij De Financiële Telegraaf. Later werd hij parlementair redacteur voor De Telegraaf in Den Haag. In 2003 ging hij werken voor het Stan Huygens Journaal. Twee jaar later werd Paradijs adjunct-hoofdredacteur. In 2009 volgde hij Eef Bos op als hoofdredacteur. Op 18 mei 2015 vertrok Paradijs als hoofdredacteur bij De Telegraaf, na berichten over onrust binnen de krant. Daarna verleende hij zijn medewerking aan het Amsterdamse huis-aan-huisblad "City" dat in opspraak kwam in verband met de verhouding tussen journalistieke reportages en reclame.

## Commissie-Paradijs
Samen met Kees Lunshof richtte Paradijs de commissie-Paradijs op, die als doel had om politieke interviews niet langer te autoriseren. Paradijs ergerde zich aan het feit dat vraaggesprekken met bewindslieden soms geheel herschreven van de departementale voorlichtingsafdelingen terugkwamen. De commissie kreeg de voorlichters zo ver dat ze een jaar lang niet autoriseerden. Ze beperkten zich tot het corrigeren van feitelijke onjuistheden waarbij het als eigen verantwoordelijkheid gold wat de journalist hier mee deed. De proef mislukte, omdat weinig voorlichters dit aandurfden.

## Wakker Nederland
Op 17 februari 2009 kondigde Paradijs aan een publieke omroep te zullen oprichten, Wakker Nederland geheten.

## Trivia
- Op de middelbare school zat Paradijs in de klas met Dolf Jansen.[2]